# Anglicanismo evangélico

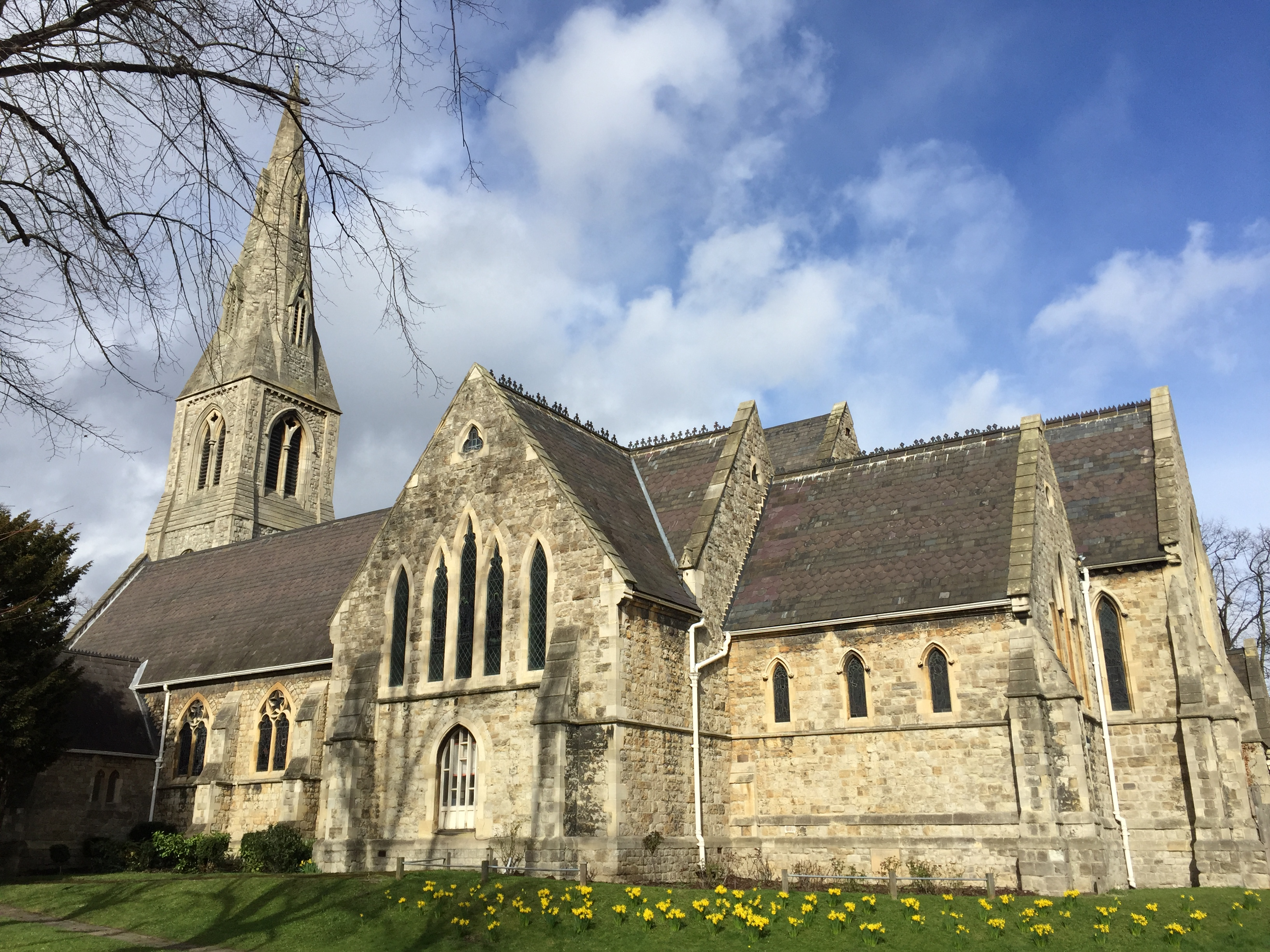
Igreja de São João o Evangelista em Penge, Londres. É uma paróquia evangélica da Igreja da Inglaterra.

O anglicanismo evangélico, episcopalismo evangélico ou angloevangelicalismo é uma tradição ou ala dentro do Anglicanismo que partilha uma afinidade mais ampla com o Movimento evangélico. Os anglicanos evangélicos compartilham com outros evangélicos os atributos do "conversionismo, ativismo, biblicismo e crucicentrismo" identificados pelo historiador David Bebbington como centrais para a identidade evangélica. O surgimento da eclesiologia evangelicalista pode ser rastreada a partir do Primeiro Grande Despertamento, nos Estados Unidos, e no Reavivamento Evangélico na Grã-Bretanha, no século XVIII. No século XX, surgiram figuras proeminentes incluindo John Stott e J. I. Packer.
Em contraste com a ala da Igreja Alta, os angloevangélicos enfatizam a religião experiencial do coração sobre a importância das formas litúrgicas. Como resultado, os anglicanos evangélicos são frequentemente descritos como sendo da Igreja Baixa, contudo esses termos nem sempre são intercambiáveis, pois a igreja baixa pode descrever indivíduos ou grupos que não são evangélicos.

## Descrição
Em contraste com os anglo-católicos, os anglicanos evangélicos enfatizam a natureza reformada e protestante do Anglicanismo. Historicamente, os anglicanos evangélicos possuem origens tanto dentre os calvinistas moderados quanto entre os arminianos. Os anglicanos evangélicos enfatizam a necessidade da experiência de conversão e a importância do evangelismo; eles possuem uma visão elevada da inspiração e autoridade bíblicas; e a expiação substitutiva de Jesus Cristo é o foco da sua pregação. Os anglicanos evangélicos tem sido críticos do ritualismo e sacerdotalismo. Com relação à regeneração batismal, os angloevangélicos consideram o batismo como "parte de um processo de regeneração, um passo antes de um eventual "renascimento". Os angloevangélicos mantêm uma visão reformada do batismo, entendida à luz da teologia da aliança, na qual o batismo sela ou promete as bênçãos da Nova Aliança ao cristão individual. No entanto, a regeneração não é simultânea ao batismo. No caso do batismo infantil, o sacramento "significa e sela as graças que eles ainda precisam receber mais tarde pela fé".
Os anglicanos evangélicos mantêm uma visão reformada da Sagrada Comunhão, acreditando que Cristo está espiritualmente presente na Eucaristia, ao invés de estar presente corporalmente. De acordo com essa visão, conhecida como recepcionismo, o corpo e o sangue de Cristo são recebidos espiritualmente pela fé.

## História

### Igreja da Inglaterra

#### Século XIX
O evangelicalismo emergiu dos reavivamentos religiosos do século XVIII. Embora movimentos anteriores na Igreja da Inglaterra tivessem girado em torno de questões de ordem e autoridade da igreja, os evangélicos enfatizavam o estilo de vida, a doutrina e conduta. Os evangélicos enfatizavam a religião doméstica, especialmente a oração familiar. A preocupação evangélica pela reforma moral da sociedade manifestou-se em apoio em grande escala para missões, escolas, sociedades de caridade para os pobres e a formação da Sociedade para Supressão do Vício. Também foi demonstrado por campanhas políticas no Parlamento britânico, sendo o mais importante o movimento para abolir a escravidão liderada por William Wilberforce. Wilberforce era uma figura proeminente em uma rede de reformadores sociais evangélicos apelidada de Clapham Sect.

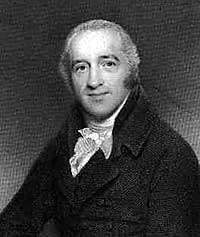
Charles Simeon (1759–1836) foi um importante pastor angloevangélico

Charles Simeon foi o líder mais influente do anglicanismo evangélico. Ele estabeleceu o Simeon Trust, um fundo que se tornou uma importante fonte de patrocínio evangélico. Na época de sua morte, o Trust controlava os benefícios eclesiásticos de 42 igrejas, incluindo a Abadia de Bath. Ele também ajudou a fundar a Church Missionary Society em 1799, que deveria ser uma alternativa evangélica à Society for the Propagation of the Gospel in Foreign Parts. A sociedade patrocinou trabalhos missionários na Índia, África e Austrália. Em 1804, a Sociedade Bíblica Britânica e Estrangeira foi fundada para fornecer Bíblias em diferentes idiomas para acompanhar o trabalho missionário.
Os anglicanos evangélicos do século XIX eram fascinados pela profecia bíblica, pois se referia a eventos futuros, promovendo também o sionismo cristão, a crença na restauração dos judeus à Palestina. A Sociedade Londrina para a Promoção do Cristianismo entre os Judeus (agora, o Ministério da Igreja entre os Judeus) foi criada em 1909. Na década de 1830, o 7º Conde de Shaftesbury, um líder evangélico, ajudou a persuadir o Lord Palmerstson, secretário de Estado Britânico para Assuntos Estrangeiros, a patrocinar o assentamento judaico. Em 1841, Edward Bickersteth publicou o livro The Restoration of the Jew to Their Own Land and the Final Blessedness of the Earth (em português: A Restauração dos Judeus em Sua Própria terra e a Bem-Aventurança Final da Terra).
O primeiro bispo angloevangélico Henry Ryder foi nomeado para Gloucester, em 1815, pelo Robert Jenkinson, Conde de Liverpool, após objeções iniciais de que ele era um "bispo religioso". O segundo bispo evangélico, Charles Sumner, bispo de Winchester, não foi nomeado até 1826, mas dez anos depois. Posteriormente, seu irmão John tornou-se bispo de Chester e foi elevado a arcebispo da Cantuária em 1848. O número de bispos angloevangélicos cresceu tempo depois, especialmente durante a época de Lorde Palmerston como primeiro-ministro, já que contava com o conselho de Shaftersbury ao marcar consultas. Na segunda metade do século XIX, o líder dos angloevangélicos foi J.C. Ryle, primeiro bispo de Liverpool. Ryle ajudou a fundar instituições teológicas evangélicas, como Wycliffe Hall, na Universidade de Oxford e Ridley Hall, como alternativas às faculdades administradas por diocesanos, que nessa época eram dominadas pelos ritualistas.
A insistência evangélica na necessidade de conversão provocou a controvérsia dentro da Igreja da Inglaterra sobre a doutrina da regeneração batismal. Os angloevangélicos rejeitaram essa doutrina, uma posição resumida pelo bispo de Winchester, que escreveu:
"Devo observar que, apesar de seu batismo, a evidência bíblica de que ele é filho de Deus".
A controvérsia chegou ao auge no final da década de 1840, no que ficou conhecido como o Julgamento de Gorham. Em 1847, Henry Phillpotts, bispo de Exeter, recusou-se a induzir George Cornelius Gorham como vigário de uma paróquia em Devon, alegando que Gorham não acreditava na regeneração batismal. Gorham recorreu do caso até o Conselho Privado, que em 1850 decidiu em favor de Gorham.

#### Século XX
Desde a década de 1870 até o início do século XX, os angloevangélicos passaram a sentir cada vez mais marginalizados à medida que o ritualismo se tornava o lugar mais comum dentro da Igreja da Inglaterra.[carece de fontes?] Enquanto o evangelicalismo continuava a perder terreno para ala da Igreja Alta, uma divisão se tornou mais notável entre os angloevangélicos conservadores e os angloevangélicos liberais. Os liberais eram liderados por Vernon Storr e se uniram o Movimento do Grupo Evangélico. Sua posição foi delineada na coleção de ensaios sobre liberalismo de 1923, que argumentava que o evangelicalismo havia sido desacreditado e precisava se afastar das noções estritas de reparação penal substitutiva e infalibilidade escriturística. Os conservadores acusaram os liberais de não serem diferentes dos liberais mais antigos da igreja que a ala angloevangélica sempre se opôs.
Em 1922, os anglicanos evangélicos descontentes deixaram a Church Missionary Society fazendo movimentos para ampliar os limites teológicos da sociedade estabelecendo a Bible Churchmen's Missionary Society (conhecida hoje como Crosslinks). Logo, havia missionários da BCMS na África, na Birmânia e entre os povos inuítes. Em 1925, o que se tornaria o Trinity College em Bristol foi estabelecido pelo BMCS para treinar missionários. Trinity, então conhecida como Tyndale Hall, manteria uma posição conservadora, enquanto outras faculdades evangélicas como Ridley Hall seguiriam em uma direção mais teologicamente aberta.
A partir dos anos 1960, os angloevangélicos começaram a emergir do isolamento. Em resposta ao apelo do pastor congregacionalista Martyn Lloyd-Jones para a formação de uma denominação pan-evangélica, John Stott, da Igreja de Todos os Santos, em Langham Place, apresentou uma forte afirmação da identidade anglicana no Congresso Nacional Anglicano Evangélico em 1967. Isso resultou em uma maior vontade de permanecer dentro da Igreja da Inglaterra e mudá-la de dentro. Organizações influentes incluem a Reform Network e o Proclamation Trust, que trabalharam para se opor à ordenação de mulheres e atitudes permissivas em relação à homossexualidade na Igreja da Inglaterra. Churchman, publicado pela Church Society, é um importante jornal voltado para os angloevangélicos conservadores. O think tank Fulcrum e o jornal Anvil representam a perspectiva angloevangélica mais liberal.

#### Século XXI
Enquanto que outras áreas da igreja experimentaram declínio no século XXI, o evangelicalismo viu um aumento na influência e na popularidade dentro da Igreja da Inglaterra. De acordo com Peter Brierley, pesquisador estatístico da igreja, 40% dos anglicanos frequentavam paróquias angloevangélicas. Até 2016, 70% dos ordenandos eram angloevangélicos e 18 das 42 dioceses tinham bispos angloevangélicos. Justin Welby, arcebispo da Cantuária entre 2013 a 2024, é angloevangélico e tem ligações com a Holy Trinity Brompton em Londres. O crescimento evangélico nos últimos anos tem sido auxiliado pelo plantio agressivo de igrejas e pela evangelização urbana. No entanto, alguns liberais dentro da igreja tem criticado a crescente influência do evangelicalismo como sendo uma ameaça aos valores inclusivos e amplos da Igreja da Inglaterra.
Em dezembro de 2014, foi anunciado que a sede sufragânea de Maidstone seria preenchida novamente, a fim de fornecer supervisão episcopal alternativa para determinados membros da Igreja da Inglaterra que adotam a visão evangélica conservadora sobre a liderança masculina e se opõe à ordenação de bispas mulheres. Em 23 de setembro de 2015, Rod Thomas foi consagrado bispo de Maidstone.

### Igreja Episcopal nos Estados Unidos

#### Século XIX

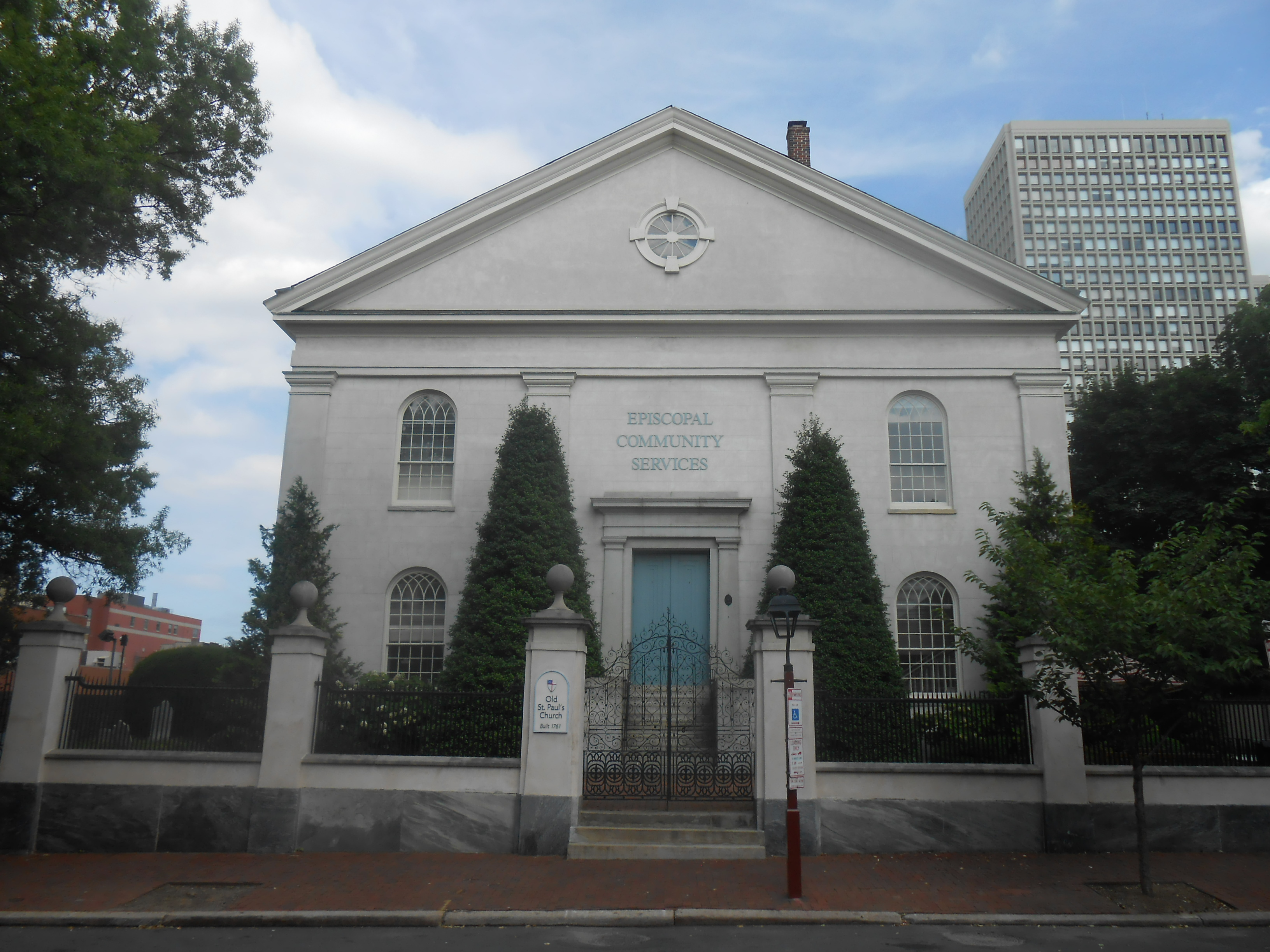
A antiga Igreja de São Paulo, na Filadélfia (agora Comunidade de Serviços Episcopais) era uma proeminente igreja angloevangélica episcopal no século XIX. Dentre os seus ministros incluíram Stephen Tyng

No século XIX a recém-organizada Igreja Episcopal foi dividida entre duas partes religiosas concorrentes: a ala da Igreja Alta (anglocatólica) liderada por John Henry Hobart e a ala da Igreja Baixa (angloevangélica). A ala angloevangélica foi influenciada pelos seus homólogos ingleses, incluindo os wesleyanos que escolheram permanecer na Igreja Episcopal ao invés de se unirem à Igreja Metodista Episcopal. Os angloevangélicos, no entanto, não compartilhavam da forte "ênfase sacramental" dos metodistas, que também eram angloevangélicos.
Como os evangélicos de outras denominações protestantes, eles enfatizaram a necessidade de uma experiência de conversão, além de terem participado do reavivamento do Segundo Grande Despertar, realizando reuniões de reavivamento e reuniões de oração. Eles também possuíam a tendência a condenarem as diversões sociais como dançar, jogar baralho e o teatro.
Enquanto que os anglo-católicos desaprovavam a participação em sociedades voluntárias interdenominacionais, os angloevangélicos os apoiavam fortemente. Líderes como Alexander Viets Griswold, William Meade, James Milnor, Stephen Tyng e Charles McIlvaine participaram de socidades como a Sociedade Bíblica Americana, a Sociedade Americana de Panfletos, a União Americana de Escolas Dominicais, a American Colonization Society a Sociedade Americana de Temperança e a Boston Seaman's Friends Society. Segundo o historiador da igreja William Manross, os angloevangélicos muitas vezes pregavam para os "excluídos e os desprivilegiados", o que os tornava mais conscientes dos problemas sociais e, portanto, apoiavam mais entusiasticamente os esforços para reformar os Estados Unidos pré-guerra.
A participação em sociedades voluntárias refletia as crenças dos episcopais angloevangélicos de que todo cristão tinha a responsabilidade de espalhar o evangelho e a justiça em preparação para o Reino Milenar de Cristo na terra. Como suas contrapartes inglesas, a expectativa do milênio alimentou o interesse pelas profecia bíblica entre os episcopais angloevangélicos. O bispo John P. K. Henshaw, Benjamin Allen (reitor da Velha Igreja de São Paulo da Filadélfia) e outros ministros episcopais publicaram livros e revistas dedicados ao milenarismo.
Em 1844, dois terços do clero episcopal eram angloevangélicos. No entanto, a crescente influência dos anglo-católicos do Movimento de Oxford sobre os líderes da Igreja Episcopal preocupou os angloevangélicos. Eles experimentaram uma perda de confiança nas instituições da Igreja depois de 1844, quando a Convenção Geral da Igreja se recusou a rotular o Movimento de Oxford com herético. Suas próprias tentativas de conter a maré através de julgamentos de heresia falharam também. Em resposta, os angloevangélicos escolheram por fundar suas próprias sociedades voluntárias evangélicas distintamente evangélicas para promover educação e evangelismo, como a Sociedade Episcopal Protestante para a Promoção do Conhecimento Evangélico (que mais tarde se fundiu com o que hoje é conhecido como Sociedade Episcopal de Evangelismo) e a Sociedade Americana Missionária da Igreja (que foi modelada a partir da versão inglesa).
Depois da Guerra de Secessão, a distância entre os leigos angloevangélicos e seus clérigos se aprofundou. Enquanto uma geração mais velha de líderes angloevangélicos, como McIlvaine, tentava preservar a lealdade evangélica à Igreja Episcopal, uma geração mais jovem estava clamando por cisma e pela criação de uma denominação claramente evangélica. Em 1874, alguns desses angloevangélicos liderados por George David Cummins e Charles E. Cheney organizaram a Igreja Episcopal Reformada.
No final do século XIX, a antiga ala angloevangélica evoluiria para o liberalismo teológico da igreja em geral. Os episcopais moderados (da chamada Igreja Ampla) procuraram promover a abertura e a tolerância teológica, bem como o ministério social e uma maior incorporação da alta crítica bíblica.  O bispo Thomas M. Clark é um exemplo de um importante angloevangélico do século XIX que se tornou um grande membro da ala moderada da Igreja (Igreja Ampla) na época de sua morte em 1903. No entanto, eram os angloevangélicos mais jovens, de famílias angloevangélicas ou que haviam sido educados em seminários episcopais angloevangélicos, que eram mais suscetíveis ao liberalismo. Esse foi o caso do líder, bispo da Igreja, Dom Phillips Brooks, que foi educado no Virginia Theological Seminary. Clérigos moderados como Brooks preservaram as antigas ênfases evangélicas na liberdade litúrgica e ecumênica, como também na experiência religiosa pessoal, mas rejeitaram os ensinamentos centrais da teologia evangélica.

#### Século XX

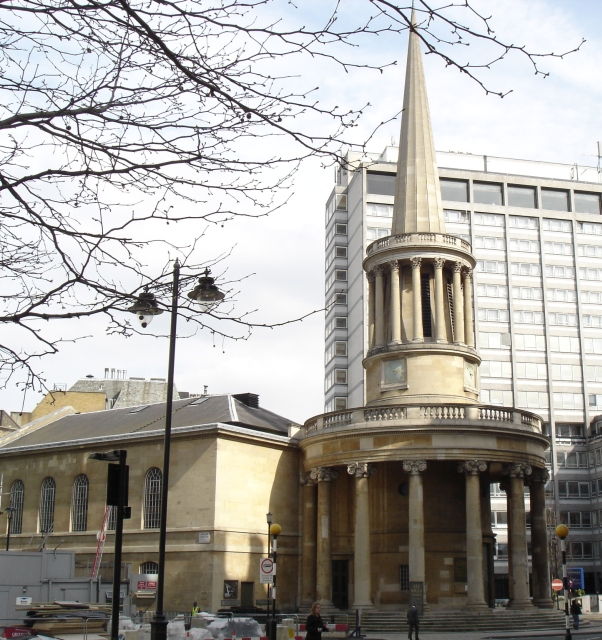
A Igreja de Todos os Santos, em Langham Place, em Londres, é uma congregação da ala evangelicalista da Igreja da Inglaterra

A controvérsia fundamentalista-modernista das décadas de 1920 e 1930 teve menos impacto sobre a Igreja Episcopal do que em outras denominações protestantes. No entanto, levou a uma reconfiguração das alas existentes na denominação. Religiosos moderados com inclinações angloevangélicas, como Walter Russell Bowie e o bispo Edward L. Parsons, começaram a se identificar como liberais. Esses angloevangélicos liberais procuraram abraçar a ciência moderna e ao mesmo tempo o relacionamento pessoal com Deus. Os angloevangélicos liberais também defendiam as relações ecumênicas mais próximas e a união com outras igrejas protestantes.
Os angloevangélicos liberais nos Estados Unidos foram influenciados pelos angloevangélicos liberais da Igreja da Inglaterra. A diferença entre os movimentos norte-americano e inglês era que na Igreja Episcopal os angloevangélicos liberais eram os únicos angloevangélicos, enquanto que na Inglaterra os angloevangélicos liberais eram combatidos pelos angloevangélicos conservadores.
Em meados do século, não havia memória viva dos evangélicos do século XIX, e os episcopais estavam "relutantes" em reconhecer que eles já existiram. A partir dos anos 1969, no entanto, o evangelicalismo conservador ressurgiria como uma força importante dentro da Igreja Episcopal. O reavivamento evangélico na Igreja Episcopal foi parte de um ressurgimento evangélico pós-guerra conhecido nos Estados Unidos como neo-evangelicalismo, que foi promovido e apoiado pelos anglicanos ingleses, onde o anglicanismo evangélico permaneceu como sendo uma tradição vibrante ao longo do século XX. A voz mais influente do movimento na Inglaterra foi John Stott.
Os novos evangélicos forneceriam a mais forte oposição à trajetória liberal da Igreja Episcopal, especialmente em relação às visões progressistas sobre a homossexualidade. No final dos anos 1980, os angloevangélicos conservadores começaram a formar organizações destinadas a promover e defender sua compreesão da ortodoxia anglicana e mudar as políticas liberais da igreja. Em 1996, Alden Hathaway, o bispo de Pittsburgh, fundou o Conselho Anglicano Americano para representar os evangélicos em nível nacional. Incapazes de alterar o programa liberal da Igreja Episcopal, os episcopais evangélicos e seus aliados anglo-católicos procuraram as igrejas anglicanas no Sul global em busca de ajuda em um processo chamado de realinhamento anglicano.

### Angloevangelicalismo em outras partes do mundo

#### Austrália
Na Igreja Anglicana da Austrália, o evangelicalismo calvinista é a orientação teológica dominante dessas dioceses:
- Diocese Anglicana de Sydney
- Diocese Anglicana da Tasmânia
- Diocese Anglicana do Noroeste Australiano
- Diocese Anglicana de Armidale

#### África
Na África, o evangelicalismo é a principal orientação teológica da Igreja da Uganda e seu estilo litúrgico é o mesmo da Igreja Baixa inglesa. Em grande parte, isso se deve ao fato de que em grande parte do anglicanismo da África Oriental foi introduzido pela angloevangélica Sociedade Missionária da Igreja. O caráter evangélico da Igreja Anglicana em Uganda, bem como na Igreja Anglicana de Ruanda, foi fortalecido pelo reavivamento da África Oriental das décadas de 1930 e 1940.
O crescimento do pentecostalismo na África levou a igreja a uma direção mais carismática. Não é incomum que as celebrações da igreja apresentem orações espontâneas, maior liderança dos leigos, louvor e adoração musical.

### Citações
1. 1 2  Harp 2005, pp. 180–181.
2. ↑  Harp 2005, p. 180.
3. 1 2 3 4  Chapman 2006, p. 68.
4. ↑  
Harp 2005, p. 182; Joint Implementation Commission of the Covenant between the Methodist Church of Great Britain and the Church of England 2008, pp. 119–121.
5. ↑  Harp 2005, p. 181.
6. ↑  Wilcox 2014, p. 80.
7. ↑  Butler 1995, p. 194: "Quando a criança cresceu para a idade adulta e experimentou a regeneração espiritual, a regeneração batismal seria efetivada."
8. ↑  Stott 1998, p. 6–7.
9. ↑  Budziszewski 2006, p. 20: "Por exemplo, muitos anglicanos evangélicos reconhecem a presença real de Cristo na Eucaristia."
10. ↑  Scotland 2004, p. 355: "O bispo Ryle foi claro ao dizer que há 'uma presença espiritual de Cristo na Ceia do Senhor para todo o fiel comunicante, mas nenhuma presença corporal local no pão e no vinho para qualquer comunicante'. Isso, ele continuou a afirmar, 'é evidentemente a doutrina uniforme da Igreja da Inglaterra". Ryle foi bem específico quanto ao significado de "uma presença espiritual". Ele o escreveu da seguinte forma: "Mas nós, pela presença espiritual real de Cristo, entendemos que Cristo está presente, como o Espírito de Deus está presente, nos corações dos fiéis, por bênção e graça; e isso é tudo o que queremos dizer"".
11. ↑  Kennedy 2016, p. 243.
12. ↑  Chapman 2006, pp. 60–61.
13. ↑  Chapman 2006, pp. 64–65.
14. 1 2  Chapman 2006, p. 65.
15. ↑  Chapman 2006, p. 66.
16. ↑  Chapman 2006, p. 67.
17. ↑  Schlossberg 2011, pp. 86–87.
18. ↑  Chapman 2006, p. 70.
19. ↑  Chapman 2006, p. 71.
20. ↑  «Hot and Bothered: The Rise of Evangelicalism Is Shaking Up the Established Church»
21. ↑  «As Traditional Believers Turn Away, Is This a New Crisis of Faith?»
22. ↑  (Nota de imprensa) https://www.churchofengland.org/media-centre/news/2014/12/suffragan-see-of-maidstone.aspx Em falta ou vazio |título= (ajuda)
23. ↑  
Bell 1977, p. 114; Butler 1994, p. 194.
24. ↑  Guelzo 1993, p. 554.
25. ↑  Bell 1977, p. 114: "..a maioria dos wesleyanos tornaram-se membros da Igreja Metodista, mas alguns permaneceram dentro da Igreja Episcopal para formar um grupo influente: os evangélicos ou grupo da Igreja Baixa."
26. ↑  Kennedy 2016, p. 75: "Os anglicanos evangélicos, em sua maioria, não seguiram a ênfase sacramental dos Wesleys, mas tendenderam a ser cranmerianos em sua teologia eucarística...Eles também se contentaram com o rito de 1662 como agradável à instituição de Cristo, entendendo a consagração como a separação dos elementos para o uso sagrado."
27. ↑  Butler 1994, p. 194.
28. ↑  Bell 1977, p. 114.
29. ↑  Butler 1994, pp. 196–197.
30. ↑  Butler 1994, pp. 202–203.
31. ↑  Guelzo 1993, p. 559.
32. ↑  Butler 1994, pp. 208–209.
33. 1 2  Butler 1994, p. 210.
34. ↑  Prichard 2014, p. 191.
35. ↑  Prichard 2014, p. 235.
36. 1 2  Butler 1995, p. 236.
37. ↑  Butler 1995, pp. 225, 228.
38. ↑  Prichard 2014, pp. 269–271.
39. ↑  
Guelzo 1993, p. 576; Harp 2005, p. 180.
40. ↑  Bonner 2008, p. 269.
41. ↑  Hassett 2009, pp. 34, 37, 39.
42. 1 2  Hassett 2009, pp. 26–27, 29.